# دعاية شيوعية

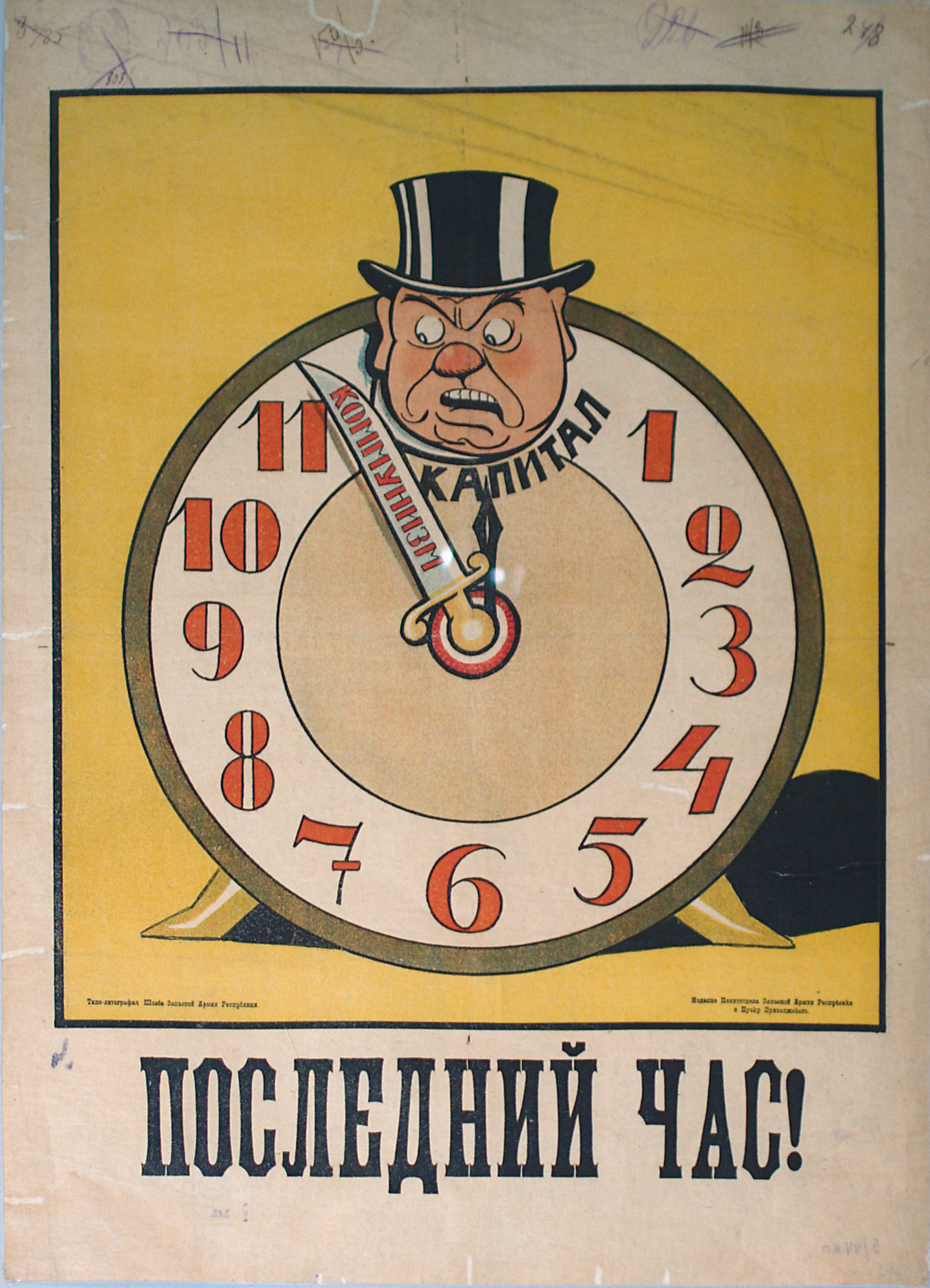
الساعة الأخيرة

الدعاية الشيوعية (بالإنجليزية: Communist propaganda) هي الترويج العلمي والفني والاجتماعي لإيديولوجية الحركة الشيوعية ورؤيتها الكونية ومصالحها. في حين أنها تميل إلى أن تحمل دلالة سلبية في العالم الغربي، ذلك أن مصطلح «الدعاية» يشير بشكل عام إلى أي منشور أو حملة تهدف إلى الترويج لقضية ما، وهو استُخدم/يُستخدم لأغراض رسمية من قِبل معظم الحكومات ذات التوجه الشيوعي. يعتبر مؤيدي الدعاية الشيوعية، المتأصلة في الفكر الماركسي، أنها وسيلة لنشر فكرتهم في تنوير الطبقة العاملة وحملهم بعيدًا عن الدعايات التي ينشرها من يرون أنهم أندادًا لها، ذلك بزعمهم أنهم يعززون الاستغلال، مثل الدين أو النزعة الاستهلاكية. ولذلك، تقف الدعاية الشيوعية في معارضة للدعاية البرجوازية أو الرأسمالية.
في كتاب أي بي سي الشيوعية، كتب النظري البلشفي نيكولاي بوخارين: «إن دعاية الدولة للشيوعية سو تصبح في الأمد البعيد وسيلة للقضاء على آخر آثار الدعاية البرجوازية التي تعود إلى النظام القديم؛ وهي أداة قوية لإنشاء أيديولوجية وأساليب تفكير وآفاق جديدة بشأن العالم».

## البدايات النظرية
تُعرِّف الموسوعة السوفيتية العظمى الدعاية الشيوعية بأنها تعبير عن النظرة العالمية الأساسية للطبقة العاملة وأهدافها ومصالحها الطبيعية التي حددها موقعها التاريخي باعتبارها القوة الاجتماعية التي ستبدأ في نهاية المطاف في عصر الشيوعية.
وفقًا للنظرية الشيوعية، فإن تاريخ المجتمع بالكامل هو تاريخ صراع الطبقات الاجتماعية، ومع كل مرحلة من مراحل هذا الصراع تأتي مجموعة جديدة من العلاقات الاجتماعية التي تحدد اتجاه تنمية المجتمع، وبشكل أساسي تحدد نمط الإنتاج وتوزيع السلع والخدمات. نتيجةً لخلق فائض اقتصادي خلال مرحلة الثورة الزراعية، تم تحديد التوزيع غير المتكافئ لهذا الفائض داخل الدولة التي تمثل مصالح الطبقة الحاكمة في ذلك الوقت. في حين تمتع كل من المجتمعات والحضارات بتاريخه الفريد في عملية التنمية، إلا أن كل منها يمر بست مراحل متميزة من العلاقات الاقتصادية التي تشترك فيما بينها من ناحية الخصائص، وهي: الشيوعية الأولية (مجتمعات الصيادين) والعبودية والإقطاعية والرأسمالية والاشتراكية بالعودة أخيرًا إلى الشيوعية في شكل متقدم للغاية التي تُعتبر حقبة الإنسانية المتحضرة بشكل كامل.
بالتالي، فإن الدعاية الشيوعية تخدم نفس الغرض من كل الدعايات السابقة وهو: فرض شرعية الطبقة العاملة (أولئك الذين يستمدون لقمة العيش من عرق جبينهم) باعتبارها الطبقة الحاكمة في المجتمع. وفي هذا السياق، تتلخص الدعاية المضادة الرئيسية في الدعاية البرجوازية، أو الدعاية التي تروج لحكم الطبقة الرأسمالية (أولئك الذين يستمدون لقمة العيش من الملكية الخاصة والأصول الرأسمالية). تُعرَّف الدعاية الشيوعية بأنها نظام قائم على أساس علمي لنشر الأيديولوجية الشيوعية بهدف تعليم الجماهير وتدريبها وتنظيمها.

## المقاصد
حددت الموسوعة السوفيتية العظمى الوظائف أدناه للدعاية الشيوعية:
- ارتباط الحزب الشيوعي بالطبقة العاملة والعمال الآخرين[5]
- دمج الاشتراكية العلمية بالحركات العمالية والأنشطة الثورية للجماهير
- توحيد وتنظيم التقسيمات الوطنية للحركات العمالية والشيوعير والديمقراطية
- تنسيق أنشطة الحركات المذكورة أعلاه وتبادل المعلومات والخبرات
- التعبير عن الرأي العام للطبقة العاملة والكادحة واحتياجاتهم ومصالحهم
- العمل على مشر المعارضة للدعاية البرجوازية والمراجعة
- نشر البيانات الإحصائية حول المجتمع الاشتراكي (أي: مجتمع الدولة الشيوعية)

## الأهداف
كصفة مشتركة لأي دعاية مضادة أخرى وإعلاناتها، يتم ضبط أهداف الدعاية الشيوعية وتقنياتها وفقًا للجمهور المُستهدَف. أدناه التصنيف الأكثر شمولًا للأهداف:
- الدعاية المحلية للدول الشيوعية[6]
- الدعاية الخارجية للدول الشيوعية
- الدعاية لمؤيدي الحركة الشيوعية خارج الدول الشيوعية
- يمكن العثور على تصنيف أكثر تفصيلًا لأهداف محددة (العمال والفلاحين والشباب والنساء وما إلى ذلك) في وثائق الحزب الشيوعي التي تقدم عادة في مؤتمرات الحزب الشيوعي.[6]

## التقنيات

### استخدام الإيديولوجية الماركسية
تم تقديم فكرة إنشاء الاتحاد السوفييتي باعتباره أهم حدث تحول في تاريخ البشرية، على أساس النظرية الماركسية للمادية التاريخية. وحددت هذه النظرية وسائل الإنتاج بوصفها العوامل الرئيسية المحددة للعملية التاريخية. وقد أدى كل هذا إلى خلق الطبقات الاجتماعية، وكان الصراع بينها بمثابة «محرك» للتاريخ. يتعين على التطور الاجتماعي الثقافي للمجتمعات أن يتقدم حتمًا من العبودية مرورًا بالإقطاعية والرأسمالية إلى الشيوعية. علاوة على ذلك، أصبح الحزب الشيوعي للاتحاد السوفييتي بطل تاريخي، باعتباره «طليعة الطبقة العاملة»، وفقًا لتطوير هذه النظرية من قِبل فلاديمير لينين. ومن هنا فقد زُعم أن السلطات غير المحدودة التي يتمتع بها زعماء الحزب الشيوعي لا تقل مرونة وحتمية عن التاريخ بحد ذاته.

لعب الصراع بين الطبقات الاجتماعية دورًا مركزيًا في السياسات الاجتماعية للاتحاد السوفييتي والدول الاشتراكية، وكلها تحدد دستوريًا ديكتاتورية البروليتاريا في إملاء تنمية المجتمع نحو الشيوعية. تعرضت فئات أخرى لها مصالح معادية لمصالح الطبقة العاملة للقمع. واستهدف ذلك في المقام الأول أصحاب رؤوس الأموال، بما في ذلك أي شخص يستمد لقمة عيشه من ممتلكات أو أصول رأسمالية مملوكة للقطاع الخاص. في الاتحاد السوفييتي، الذي تأسس على تحالف طبقي بين العمال والفلاحين، ظهرت طبقة رأسمالية جديدة بحلول الثلاثينات نتيجة للسياسة الاقتصادية الجديدة التي أدخلت بعد نهاية الحرب الأهلية. ومن بين الفلاحين، راكمت هذه الطبقة الجديدة (المسماة كولاكس) على نحو غير متناسب كميات كبيرة من الثروة من خلال التجارة التجارية والممارسات الرأسمالية الصغيرة. في عهد جوزيف ستالين، بدأت الحكومة في القصف على الكولاكس، التي قوبلت مقاومتهم بقمع عنيف في ما يمكن اعتباره بأنه حرب أهلية ثانية. عوقب أفراد الكولاكس الذين قاوموا التنشئة الاجتماعية لأصولهم إلى جانب أي شخص تعاون أو حارب لصالحهم، وزجوا بالسجن أو تم ترحيلهم إلى سيبيريا أو حتى إعدامهم. أوضح ليف كوبيليف، الذي شارك شخصيًا في أعمال ضد القرويين المحرومين من الغذاء بسبب تعاونه مع أفراد الكولاكس، دوافعه قائلًا:
«كان من المؤلم رؤية وسماع كل هذا. والأسوأ من ذلك أن تكون مشاركًا فيه... أقنعت نفسي، وشرحت لنفسي. يجب ألا أَستسلم إلى الشفقة الموهنة. كنا ندرك معنى المادية التاريخية. كنا نقوم بواجبنا الثوري. كنا نحصل على الحبوب من أجل وطننا الاشتراكي. ومن أجل الخطط الخمسية الاقتصادية. كان هدفنا الانتصار العالمي للشيوعية، ومن أجل هذا الهدف كان كل شيء مسموحًا - الكذب والسرقة وتدمير مئات الآلاف وحتى الملايين من الناس... كل ما يقف في طريقنا».
انتهى العنف الذي اتسم به الجمع القسري للمزارعين في الاتحاد السوفييتي في نهاية المطاف في السنوات الأخيرة من الثلاثينيات من القرن الماضي بهزيمة الكولاكس وإبادتهم. بحلول الخمسينات من القرن الماضي، شكَّل المزارعون مجموعة كبيرة ولم يعد الفلاحون موجودين إذ كان جميع العمال الزراعيين تربطهم علاقة اجتماعية أساسية واحدة مع وسائل إنتاجهم مثل العمال الصناعيين الآخرين، ما جعلهم جزءًا من الطبقة العاملة.